# 天全虾脊兰
天全虾脊兰（学名：Calanthe ecarinata）为兰科虾脊兰属下的一个种。

## 扩展阅读
- 維基物種上的相關：天全虾脊兰